# Can’t Find My Way Home
Can’t Find My Way Home – singel amerykańskiego zespołu Swans z albumu The Burning World, wydany w 1989 przez Uni Records i MCA Records. W 1999 niektóre utwory znalazły się na kompilacji Various Failures.
Autorem utworu Blind Faith „Can’t Find My Way Home” z 1969 jest Steve Winwood, autorem pozostałych utworów jest Michael Gira.

## Lista utworów
Wersja 7":
| Nr | Tytuł utworu                                       | Długość |
| -- | -------------------------------------------------- | ------- |
| 1. | „Can’t Find My Way Home”                           | 4:01    |
| 2. | „(She’s a) Universal Emptiness” (Acoustic Version) | 2:46    |
|    |                                                    | 6:47    |

Wersja 12" / CD:
| Nr | Tytuł utworu                                       | Długość |
| -- | -------------------------------------------------- | ------- |
| 1. | „Can’t Find My Way Home”                           | 4:01    |
| 2. | „Was He Ever Alive”                                | 6:26    |
| 3. | „(She’s a) Universal Emptiness” (Acoustic Version) | 2:46    |
|    |                                                    | 13:13   |

## Twórcy
- Michael Gira – śpiew, gitara elektryczna, gitara akustyczna
- Jarboe – śpiew, instrumenty klawiszowe
- Norman Westberg – gitara elektryczna, gitara elektryczna, gitara basowa

Udział gościnny:
- Jeff Bova – instrumenty klawiszowe
- Aiyb Dieng – perkusja
- Trilok Gurtu – tabla
- Shankar – podwójne skrzypce
- Fred Frith – skrzypce